# Praia do Abano
A praia do Abano é uma praia de uso suspenso situada na freguesia de Alcabideche, no concelho de Cascais, em Portugal. Assume-se como uma continuação da praia grande do Guincho, porém com menor afluência em virtude da pequena extensão do seu areal. A ondulação é frequentemente forte, assim como os ventos. A areia é branca e fina.
O acesso faz-se, de automóvel, através da Estrada da Malveira ou da Estrada Nacional 247, seguindo-se por uma estrada não asfaltada que dispõe de um parque de estacionamento vasto. Está dotada de um restaurante e de um bar com esplanada com vista para o areal, que se revela através de escadas e de paredes de rochas.
Até à sua suspensão em razão da falta de sedimentos e consequente inexistência de areal, estava classificada enquanto praia equipada com uso condicionado.